# Branco van den Boomen
Branco van den Boomen (Eindhoven, 21 luglio 1995) è un calciatore olandese, centrocampista dell'Ajax.

## Carriera

### Club
Il 29 maggio 2023 viene ingaggiato a parametro zero dall'Ajax, con cui firma un contratto fino al 30 giugno 2027, ritornando nel club in cui è cresciuto.

### Nazionale
Ha giocato nelle nazionali giovanili olandesi Under-17, Under-18, Under-19 ed Under-20.
Nel 2012 ha vinto gli Europei Under-17.

## Statistiche

### Presenze e reti nei club
Statistiche aggiornate al 15 maggio 2024.
| Stagione         | Squadra          | Campionato       | Campionato | Campionato | Coppe nazionali | Coppe nazionali | Coppe nazionali | Coppe continentali | Coppe continentali | Coppe continentali | Altre coppe | Altre coppe | Altre coppe | Totale | Totale | Totale |
| Stagione         | Squadra          | Comp             | Pres       | Reti       | Comp            | Pres            | Reti            | Comp               | Pres               | Reti               | Comp        | Pres        | Reti        | Pres   | Reti   |        |
| ---------------- | ---------------- | ---------------- | ---------- | ---------- | --------------- | --------------- | --------------- | ------------------ | ------------------ | ------------------ | ----------- | ----------- | ----------- | ------ | ------ | ------ |
| 2013-2014        | Jong Ajax        | ED               | 15         | 1          | -               | -               | -               | -                  | -                  | -                  | -           | -           | -           | 15     | 1      |        |
| 2014-2015        | Eindhoven        | ED               | 37+2       | 4          | CO              | 1               | 0               | -                  | -                  | -                  | -           | -           | -           | 40     | 4      |        |
| 2015-2016        | Heerenveen       | E                | 23         | 1          | CO              | 0               | 0               | -                  | -                  | -                  | -           | -           | -           | 23     | 1      |        |
| 2016-2017        | Willem II        | E                | 8          | 0          | CO              | 1               | 0               | -                  | -                  | -                  | -           | -           | -           | 9      | 0      |        |
| 2017-2018        | Eindhoven        | ED               | 37         | 2          | CO              | 2               | 0               | -                  | -                  | -                  | -           | -           | -           | 39     | 2      |        |
| 2018-2019        | Eindhoven        | ED               | 36         | 11         | CO              | 1               | 0               | -                  | -                  | -                  | -           | -           | -           | 37     | 11     |        |
| 2019-2020        | Eindhoven        | ED               | 3          | 4          | CO              | 0               | 0               | -                  | -                  | -                  | -           | -           | -           | 3      | 4      |        |
| Totale Eindhoven | Totale Eindhoven | Totale Eindhoven | 113+2      | 21         |                 | 4               | 0               |                    | -                  | -                  |             | -           | -           | 119    | 21     |        |
| 2019-2020        | De Graafschap    | ED               | 24         | 5          | CO              | 1               | 0               | -                  | -                  | -                  | -           | -           | -           | 25     | 5      |        |
| 2020-2021        | Tolosa           | L2               | 35+3       | 5+0        | CF              | 2               | 0               | -                  | -                  | -                  | -           | -           | -           | 40     | 5      |        |
| 2021-2022        | Tolosa           | L2               | 37         | 12         | CF              | 4               | 0               | -                  | -                  | -                  | -           | -           | -           | 41     | 12     |        |
| 2022-2023        | Tolosa           | L1               | 35         | 5          | CF              | 5               | 1               | -                  | -                  | -                  | -           | -           | -           | 40     | 6      |        |
| Totale Tolosa    | Totale Tolosa    | Totale Tolosa    | 110        | 22         |                 | 11              | 1               |                    | -                  | -                  |             | -           | -           | 121    | 23     |        |
| 2023-2024        | Ajax             | E                | 21         | 2          | CO              | 0               | 0               | UEL+UECL           | 5+3                | 0+1                | -           | -           | -           | 29     | 3      |        |
| 2024-2025        | Ajax             | E                | 11         | 0          | CO              | 1               | 0               | UEL                | 12                 | 2                  | -           | -           | -           | 24     | 2      |        |
| Totale Ajax      | Totale Ajax      | Totale Ajax      | 32         | 2          |                 | 1               | 0               |                    | 20                 | 3                  |             | -           | -           | 53     | 5      |        |
| Totale carriera  | Totale carriera  | Totale carriera  | 366        | 56         |                 | 18              | 1               |                    | 20                 | 3                  |             | -           | -           | 404    | 60     |        |

## Palmarès

### Club

#### Competizioni nazionali
- Ligue 2: 1

Tolosa: 2021-2022
- Coppa di Francia: 1

Tolosa: 2022-2023